# 浜口慎太郎
浜口 慎太郎（はまぐち しんたろう、10月5日 - ）は、日本の元男性声優。広島県出身。活動時はヴィムスに所属していた。

## 略歴
日本ナレーション演技研究所出身。ヴィムスに所属し、声優活動を行っていたが、2021年10月31日付で廃業した。

## 人物
趣味として歌唱とクイズ番組鑑賞を、特技として整理整頓とマリオカートシリーズをそれぞれ挙げている。
声優を目指したきっかけは『コードギアス 反逆のルルーシュ』を見て感銘を受けたことから。

## 出演
太字はメインキャラクター。

### テレビアニメ
2017年
- セントールの悩み（水人男(2)）

2018年
- ゴールデンカムイ（兵士達）
- 多田くんは恋をしない（生徒）
- 逆転裁判 〜その「真実」、異議あり!〜（警官B）

2019年
- 同居人はひざ、時々、頭のうえ。（同級生(3)）
- うちの娘の為ならば、俺はもしかしたら魔王も倒せるかもしれない。（店員）

2020年
- 遊☆戯☆王SEVENS（コーラス隊）

2021年
- 2.43 清陰高校男子バレー部（福蜂部員）
- フルーツバスケット（男子生徒）
- チート薬師のスローライフ〜異世界に作ろうドラッグストア〜（部下たち）

### 劇場アニメ
- あした世界が終わるとしても（2019年、水原）

### ゲーム
- 神式一閃 カムライトライブ（2017年）
- グランドチェイス -次元の追跡者-（2018年、アンリ[6]、ポニャ[6]）
- eBASEBALLパワフルプロ野球2020（2020年、ジューユ・アル・タマール[7]）

### ドラマCD
- ファイアーエムブレム Echoes もうひとりの英雄王 異国の空 黎明の森（ソフィア兵）

### その他コンテンツ
- 聞く、演じる！日本昔のおはなし 第六巻 下（主演[8]）